# Яржеб
Яржеб — река в России, протекает в Ненецком автономном округе. Правый приток реки Виска. Устье реки находится у озера Мал. Елардый. Длина реки составляет 56 км.

## Данные водного реестра
По данным государственного водного реестра России относится к Двинско-Печорскому бассейновому округу, водохозяйственный участок реки — Печора от водомерного поста Усть-Цильма и до устья, речной подбассейн реки — бассейны притоков Печоры ниже впадения Усы. Речной бассейн реки — Печора.
Код объекта в государственном водном реестре — 03050300212103000083612.